# Zingiber phumiangense
Zingiber phumiangense là một loài thực vật có hoa trong họ Gừng. Loài này được Arunrat Chaveerach và Piya Mokkamul mô tả khoa học đầu tiên năm 2007.

## Mẫu định danh
Mẫu định danh: P. Mokkamul & A. Chaveerach 318; thu thập ngày 17 tháng 7 năm 2006 ở cao độ 1.400 m, núi Phu Miang (tọa độ khoảng 17°37′1,23″B 100°47′25,84″Đ / 17,61667°B 100,78333°Đ), Vườn quốc gia Klong Tron, tambon Nam Khrai, huyện Nam Pat, tỉnh Uttaradit, miền bắc Thái Lan. Mẫu holotype lưu giữ tại Cục Vườn quốc gia, Bảo hộ Động vật hoang dã và Thực vật ở Chatuchak, Băng Cốc (BKF), isotype tại Văn phòng Bảo hộ Các chủng Thực vật ở Băng Cốc (BK).

## Từ nguyên
Tính từ định danh phumiangense của loài này được đặt tên theo tên của núi Phu Miang, nơi thu mẫu định danh.

## Phân bố
Loài đặc hữu Thái Lan. Hiện tại nó chỉ được tìm thấy tại núi Phu Miang, Vườn quốc gia Klong Tron, tỉnh Uttaradit, miền bắc Thái Lan, gần biên giới Thái-Lào. Môi trường sống là trên sườn đồi dưới bóng râm của đồi núi trong các khu rừng thường xanh (khu sinh thái thường xanh đồi núi và thảm cỏ trên sa thạch thoáng đãng, gần đỉnh Phu Miang) và cao độ khoảng 1.400 m.
Thảm thực vật núi Phu Miang rất khác biệt với thảm thực vật của những ngọn núi khác xung quanh khu vực này. Hầu hết các ngọn núi được che phủ bởi rừng thường xanh đồi núi, rừng thường xanh ẩm ướt hoặc rừng thông. Độ cao của đỉnh cao nhất núi Phu Miang là 1.674 m. Trên đỉnh núi thường có nhiều mây, sương mù và gió. Khu vực đỉnh núi Phu Miang là đồng cỏ trên sa thạch thoáng đãng với rải rác các cây bụi và cây thảo nhưng không có cây gỗ. Nhiều loài được tìm thấy ở núi này là thực vật quý hiếm và đặc hữu Thái Lan, như Cautleya gracilis, Cornukaempferia aurantiflora, Hedychium ellipticum, Zingiber kerrii, Z. larsenii, Caulokaempferia alba, Lilium primulinum var. burmanicum, Piper khasianum và P. umbellatum.

## Mô tả
Cây thảo sống lâu năm, thân rễ mập, rễ sợi, chồi lá cao 1-1,5 m, đường kính ~2 cm ở gốc. Bạ không phiến lá 7-9, nhẵn nhụi hoặc có lông ngắn, các bẹ sát gốc màu đỏ ánh tía, các bẹ phía trên màu xanh lục ánh đỏ với mép màu đỏ; bẹ lá màu xanh lục, có lông dài màu nâu; cuống lá rất ngắn, dài 2–3 mm, màu xanh lục ánh tía, có lông; lưỡi bẹ có lông, 2 thùy nông, dài 1-1,2 cm, các thuỳ cắt cụt không đều, dạng bẹ chìa, chẻ một bên dài ~1 cm, màu xanh lục với mép màu nâu. Phiến lá hình elip-thuôn dài, 29,5-33 × 6,6-6,8 cm, đỉnh nhọn thon, mép nguyên, đáy thuôn tròn, mặt dưới màu đỏ ánh tía hoặc xanh lục ánh đỏ, có lông, mặt trên màu xanh lục, nhẵn nhụi. Cụm hoa ở gốc, 1-3, mọc từ thân rễ; cuống cụm hoa dài 5–8 cm, với 5-8 bẹ, các bẹ phía dưới nhỏ hơn các bẹ phía trên, màu đỏ ánh tía sẫm, nhẵn nhụi. Cành hoa bông thóc thuôn dài, 8-10 × 4,5–6 cm; lá bắc xếp lợp, các lá bắc phía trên nhỏ hơn các lá bắc phía dưới, lá bắc lớn nhất hình trứng rộng, 3,5-4,2 × 3,5-3,8 cm, màu xanh lục với vệt màu đỏ ánh tía ở chóp, đỉnh nhọn hoặc tù, mép thường trong mờ và có lông rung, nhẵn nhụi, 1 hoa mỗi lá bắc; lá bắc con dạng màng, hình trứng, 3-3,5 × 1,8–2 cm, đỉnh nhọn, mép có lông rung, gấp nếp, nhẵn nhụi. Đài hoa 0,8-1 × 0,4 cm, đỉnh 3 thuỳ, đỉnh thùy nhọn, màu trắng ánh vàng; ống tràng dài 2-2,2 cm, màu vàng, nhẵn nhụi, đỉnh 3 thùy; thùy tràng lưng hình trứng đến hình elip, 1,8-2,3 × 1-1,3 cm, hình thuyền, đỉnh dạng nắp và nhọn, màu vàng, nhẵn nhụi; các thùy tràng bên hình trứng hẹp hoặc hình mác 2-2,2 × 0,5 cm, đỉnh nhọn, màu vàng, nhẵn nhụi. Cánh môi hình tròn-thuôn dài, 2,8-3 × 2-2,3 cm, đỉnh thuôn tròn, mép hơi gợn sóng, màu vàng, nhẵn nhụi, các thùy bên hình trứng không đều, 0,8-1 × 0,7-0,9 cm, đỉnh thuôn tròn, màu vàng. Chỉ nhị rất ngắn, dài ~2 mm và rộng ~4 mm, phẳng; bao phấn đính đáy, thuôn dài, 1,3-1,5 × 0,5-0,6 cm, màu vàng, nhẵn nhụi; phần phụ thẳng, 1,5-1,7 × 0,3-0,4 cm, uốn ngược, chóp hình tam giác dài hơn đầu nhụy, dài 2-2,5 mm, màu vàng. Đầu nhụy hình nón, đỉnh có lông rung, màu trắng; bầu nhụy 3,5 × 2,5 mm, nhẵn nhụi. Không thấy quả. Ra hoa tháng 7-8.
Loài này tương tự như Z. neotruncatum, nhưng khác ở các đặc điểm sau: bẹ lá có lông dài màu nâu; phiến lá hình elip-thuôn dài, mặt trên màu xanh lục, mặt dưới màu đỏ ánh tía hoặc xanh lục ánh đỏ, có lông; cuống lá rất ngắn, có lông; lưỡi bẹ dài 1,0-1,2 cm, dạng bẹ chìa, thường chẻ một bên. Cụm hoa 1-3, từ thân rễ, thẳng đứng, cuống cụm hoa dài 5–8 cm, các bẹ màu đỏ ánh tía sẫm; lá bắc màu xanh lục với vệt màu đỏ ánh tía ở chóp, mép thường trong mờ và có lông rung; lá bắc con hình trứng, đỉnh nhọn, mép có lông rung; đài hoa đỉnh 3 thùy, đỉnh các thùy nhọn; bao phấn đính đáy, bầu nhụy nhẵn nhụi.